# Серощёкий тонкоклювый попугай
Серощёкий тонкоклювый попугай (лат. Brotogeris pyrrhopterus) — птица семейства попугаевых.

## Внешний вид
Длина тела 20 см; масса 54—60 г. Это самый красивый попугай в роде. Особенно он красив в полёте. Окраска оперения зелёная. Спина и брюшко светло-зелёные. Верхняя часть груди и темя имеют голубоватый оттенок. Передняя часть головы, щёки, лоб и горло светло-серого цвета. Сгиб крыла тёмно-синий, нижняя его сторона в передней части ярко-оранжевого цвета. Клюв светлый. Самцы и самки имеют одинаковую окраску, но у самцов очень сильный клюв и более крупная голова.

## Распространение
Обитают в Перу и Западном Эквадоре.

## Размножение
В кладке бывает 3—4 яйца. Птенцы появляются через 4 недели, примерно к исходу 2 месяцев они вылетают из гнезда.